# Beth Fantaskey
Beth Fantaskey, née en 1965, est une autrice américaine de fantasy urbaine d'enfance et de jeunesse, de fantasy et de science-fiction, vivant en Pennsylvanie. Elle est professeur à l’université de Pennsylvanie. Traduite en de nombreuses langues, elle est publiée en français aux éditions du Masque.

## Biographie
Beth Fantaskey a écrit son premier livre, Jessica’s guide to dating on the dark side, en 2006. Il a été publié en 2009 aux États-Unis et traduit la même année sous le titre Comment se débarrasser d'un vampire amoureux aux éditions du Masque. Il a également été traduit en allemand (Der Vampir, den ich liebte), grec, italien, polonais (Przyrzeczeni) portugais du Brésil (Como Salvar Um Vampiro Apaixonado), etc.  
Elle a publié en 2010 Jekel loves Hyde, en français Alchimie édité aussi aux éditions du Masque, et a donné en 2011 une suite à son best-seller : Jessica rules the dark side (en français Comment sauver un vampire amoureux), également publié au Masque.

## Œuvres

### Romans
- Comment se débarrasser d'un vampire amoureux, Le Masque, 2009 ((en) Jessica’s guide to dating on the dark side, 2009)
- Alchimie, Le Masque, 2010 ((en) Jekel loves Hyde, 2010)
- Comment sauver un vampire amoureux, Le Masque, 2011 ((en) Jessica rules the dark side, 2011)
- (en) Wedding of Jess and Lucius, 2012
- (en) Buzz Kill, 2014